# Stéphane Bancel
Pour l’article homonyme, voir Bancel.
Stéphane Bancel, né le 20 juillet 1972 à Marseille, est un homme d'affaires et milliardaire français, directeur général et propriétaire de 5,53 % de Moderna (au 25 octobre 2023), société américaine de biotechnologie.

## Biographie

### Jeunesse et études
Né à Marseille d'un père ingénieur et d'une mère d'origine espagnole, Stéphane Bancel y a grandi et fait ses études à l'École de Provence avant d’intégrer les classes préparatoires au lycée privé Sainte-Geneviève,.
Diplômé en génie chimique de l'École centrale Paris il est titulaire d'un MBA.

### Carrière dans l'industrie pharmaceutique
Stéphane Bancel intègre le monde pharmaceutique dès 1995. Il devient directeur marketing et vente de la société française de diagnostic médical BioMérieux entre 1995 et 1998 au Japon,. Puis il intègre le groupe Eli Lilly and Company entre 2002 et 2006. 
Il revient à BioMérieux de 2007 à 2011 en tant que directeur général délégué. 
Il commence à diriger Moderna en 2011 après avoir rejoint le fonds de capital Flagship Ventures six mois auparavant, mois au cours desquels il sert également en tant que président de BG Medicine. 
En prévision de larges profits grâce à son vaccin contre le Covid-19 agréé fin 2020, Moderna met en place un système d'évasion fiscale. 
Durant la crise du Covid-19, il annonce que sa technologie sauvera tout type de maladie. Il explique que la synthèse de l’ARN messager donne les clés de la vie comme un programme informatique.  
Une class action a été lancée fin 2024 contre sa personne et la société Moderna.  

## Fortune
En 2020, alors que le cours de l'action Moderna augmente à la nouvelle de l'imminence d'essais humains de phase 2 pour son potentiel vaccin COVID-19, ses parts dans Moderna en font un milliardaire en dollars. Le 18 mai 2020, lorsque le cours de l'action atteint 80 $, sa part de Moderna vaut 2,5 milliards de dollars. En avril 2021, l’action atteint 134 dollars et selon le nouveau classement Forbes, sa fortune est estimée à 3,5 milliards d’euros, le plaçant à la 23e place des 42 milliardaires français. Le mois suivant, sa fortune s'élève à 4,3 milliards de dollars.

## Personnalité et méthodes de management
D'après Les Échos, il est un travailleur acharné, il a une vision stratégique qui lui a permis de vendre un avenir incertain aux investisseurs, il a un style de management rude et sait prendre et exécuter des décisions rapidement. Il assure que l'enrichissement personnel ne l'intéresse pas et que sa fortune ira à la philanthropie et au secteur de la santé.

## Distinctions
En 2009, il intègre la communauté des Young Global Leaders du Forum économique mondial.
 Chevalier de la Légion d'honneur. En 2021, il est nommé chevalier dans l'ordre de la Légion d'honneur (2021).
Toujours en 2021, il se voit attribuer par Les Échos le prix du stratège de l'année.
- Médaille de la Société d'encouragement au progrès (Grande médaille d'or en 2022)